# Barbie : Le Secret des sirènes 2
Série Barbie
Barbie : Un merveilleux Noël
(2011) Barbie : La Princesse et la Popstar
(2012)
Série Le Secret des Sirènes
Barbie et le Secret des Sirènes
(2010)
Pour plus de détails, voir Fiche technique et Distribution.
Barbie : Le Secret des sirènes 2 (Barbie in A Mermaid Tale 2) est le 22e long-métrage d'animation qui met en scène le personnage de Barbie, ainsi que le deuxième film de la série Le Secret des Sirènes après Barbie et le Secret des sirènes.  Le film est sorti en DVD le 27 mars 2012 et a été réalisé par William Lau.

## Synopsis
Merliah Summers est une championne de surf de Malibu et aussi la princesse d'Oceana, ce qui fait d'elle un être à la fois humain et sirène. Elle peut changer de forme grâce au collier magique que lui a donné sa mère, la reine Calissa. Lors du dernier championnat de surf, Merliah bat sa rivale, Kylie Morgan et elles se promettent de se battre l'une l'autre lors du championnat qui aura lieu en Australie. Calissa doit également se rendre dans les eaux australes pour procéder à la cérémonie du changement de marée. C'est une cérémonie qui a lieu tous les 20 ans et qui doit être accomplie par un membre de la famille royale afin de recevoir le pouvoir de créer la Merilia, la force vitale de l'océan. Calissa n'impose pas à Merliah de l'accomplir car cela pourrait la rendre sirène à jamais et elle ne pourrait plus surfer. Mais elle voudrait que sa fille l'accompagne en tant que princesse d'Oceana. Mais Merliah refuse, la cérémonie a lieu pendant le championnat. Ce qui provoque un froid entre la  mère et la fille. Ce qu'elles ne savent pas, c'est qu'Eris a prévu un plan pour sortir de sa prison tourbillonnante et prendre la place de sa sœur lors de la cérémonie. À l'aide d'Alistair le poisson arc-en-ciel, elle fait en sorte que Kylie croit qu'elle veut l'aider battre Merliah en lui faisant voler le collier magique et la prend au piège dans le tourbillon à sa place. Merliah, alertée par Truffe la petite otarie, va comprendre le danger et va devoir joindre ses forces à celles de Kylie pour sauver Calissa et Oceana.

## Fiche technique
- Titre original : Barbie in A Mermaid Tale 2
- Titre français : Barbie et le Secret des sirènes 2
- Réalisation : William Lau
- Scénario : Elise Allen
- Direction artistique : Walter P. Martishius
- Musique : BC Smith
- Production : Harry Linden ; Kim Dent Wilder et Rob Hudnut (exécutifs)
- Sociétés de production : Barbie Entertainment, Rainmaker Entertainment
- Société de distribution : Universal Studios Home Entertainment
- Pays d'origine : États-Unis, Canada
- Langue d'origine : anglais
- Format : couleur - son stéréo
- Genre : Film d'animation
- Durée : 74 minutes
- Date de sortie : 
  -  États-Unis : 27 février 2012 (DVD)
  -  Canada : 6 mars 2012 (DVD)
  -  France : 27 mars 2012 (DVD)[2]

Sources : Générique du DVD, IMDb

## Distribution
| - Kelly Sheridan : Merliah Summers - Ashleigh Ball : Kylie Morgan - Nicole Oliver : Calissa - Tabitha St. Germain : Zuma - Nakia Burris : Fallon - Maryke Hendrikse : Hadley / Callie - Kelly Metzger : Allie - Kathleen Barr : Eris / Truffe - Jonathan Holmes : Alistair / le serveur - Francis Andrews : poissons électriques - Barb Tyson : ambassadrice Selena - Kira Tozer : ambassadrice Kattrin - Bethany Brown : ambassadrice Renata - Britt Irvin : ambassadrice Mirabella - Alister Abell : Remo / Pufferazzi - Jennifer Cameron : Georgie Majors - Gary Chalk : Break Summers - Peter Mel : commentateur du championnat de surf | - Noémie Orphelin : Merliah Summers - Leila Putcuyps : Kylie Morgan - Delphine Moriau : Calissa - Mélanie Dermont : Zuma - Audrey d'Hulstère : Fallon - Claire Tefnin : Hadley - Nancy Philippot : Callie / Allie - Sophie Landresse : Eris - Tony Beck : Alistair - Jean-Michel Vovk : chef des poissons électriques - Delphine Chauvier : ambassadrice Selena - Véronique Fyon : ambassadrice Kattrin - Nathalie Stas : ambassadrice Renata - Dominique Wagner : ambassadrice Mirabella - Mathieu Moreau : Remo - Steve Driesen : Munerazzi - Angélique Leleux : Georgie Majors - Patrick Descamps : Break Summers - Cécile Florin : poisson-bisous - Nicolas Matthys : journalistes |

Source : Générique du DVD

## Chansons du film
- Queen of the Waves - T-Marie
- Do the Mermaid - Kiana Brown

## Autour du film
Créée en 1959, la Poupée Barbie est à l'origine de nombreux produits dérivés. Elle a également inspiré plusieurs films d’animation. Barbie et le Secret des sirènes 2 est sorti la même année que Barbie : La Princesse et la Popstar, et est suivi en 2013 de Barbie : Rêve de danseuse étoile.
Ce film marque le retour de Kelly Sheridan pour le doublage de Barbie dans la version originale.